# سید حمید روحانی
سید حمید زیارتی سنگسری (زاده ۱۳۲۱ در مهدی‌شهر)، مشهور به سید حمید روحانی، روحانی شیعه، محقق و مورخ ایرانی و رئیس بنیاد تاریخ پژوهی و دانشنامه انقلاب اسلامی است. روحانی مؤسس و رئیس مرکز اسناد انقلاب اسلامی از ۱۳۵۹ تا ۱۳۷۶، و همچنین از اعضای دفتر سید روح‌الله خمینی در نجف بوده‌است.

## زندگی
حمید روحانی در ۱۳۲۱ در دهکده زیارت در نزدیکی مهدی شهر متولدشد. پدر روحانی سید احمد زیارتی مرجع تقلید منطقه مهدی شهر بود. وی در سال ۱۳۴۰ برای تحصیل علوم اسلامی به حوزه علمیه قم وارد شد و در سال ۱۳۴۱ که همراه سی روح الله خمینی ود تا اینکه در بهمن سال ۱۳۴۱ در قم دستگیر شد.در سال ۴۳ نیز مجدداً در جریان قیام ۱۵ خرداد دستگیر و روانه زندان شد. در سال ۱۳۴۶ به دنبال کشف اسلحه از وی، از ایران متواری و به حوزه علمیه نجف رفت. در نجف اشرف در محضر درس روح الله خمینی و سید مصطفی خمینی شرکت داشت. روحانی در نجف در جریان مبارزات روحانیون خارج از کشور فعالانه شرکت داشت و ماهنامه ای به نام «۱۵ خرداد» منتشر کرد.وی در جریان انقلاب در چاپ، تکثیر و ارسال اعلامیه های روح الله خمینی از نجف به ایران فعالیت داشت و کتاب‌های مختلفی تدوین و انتشار داد سپس به دنبال اوجگیری انقلاب و سفر روح الله خمینی به پاریس؛ به پاریس رفت و سپس به ایران آمد.

## تدوین تاریخ انقلاب
روحانی از سوی خمینی در زمینه تدوین تاریخ انقلاب اسلامی مورد تقدیر قرار گرفته و سالروز انتشار این نامه ی تقدیر آمیز با تصویب شورای فرهنگ عمومی کشور روز تاریخ نگاری انقلاب اسلامی نامگذاری شده است.او در سال ۱۳۷۶ از مرکز اسناد انقلاب اسلامی استعفا داد و در سال ۱۳۸۲ بنیاد تاریخ‌پژوهی و دانشنامه انقلاب اسلامی را پایه‌گذاری نمود. وی صاحب امتیاز و مدیر مسئول فصلنامه ۱۵ خرداد است. این بنیاد از بودجه سالانه کشور بودجه دریافت می‌کرده‌است. در بودجه تقدیم شده از سوی دولت برای سال ۱۳۹۵، ۳۴۶/۵ میلیون تومان برای این نهاد در نظر گرفته شده بود که این بودجه در کنار چندین مؤسسه غیردولتی دیگر از سوی کمیسیون برنامه و بودجه مجلس حذف شد. این بنیاد بین سال‌های ۹۴ تا ۹۶ کمتر از یک میلیارد تومان بودجه دریافت کرده است .روحانی در کتاب نهضت امام خمینی، با ارایه اسنادی از جمله نامه ۴۰ صفحه ای شریعتی به مقامات ساواک سعی کرده علی شریعتی را همراه با حکومت پهلوی معرفی کند.

## حاشیه ها
نامه سرگشاده وی به همراه مهدی کروبی و سید مهدی امام جمارانی به حسینعلی منتظری در سال ۱۳۶۷، نام او را مطرح کرد. حمید روحانی پیش از انقلاب مدتی در لبنان با شیعیان همکاری می‌کرد اما با آن‌ها دچار اختلافاتی شد و به امام موسی صدر اتهام صهیونیست بودن زد و به همین دلیل مصطفی چمران او را دروغگو خواند و مدعی شد حمید روحانی مشکلات روانی و شخصیتی دارد. بعداً سید صادق طباطبایی هم این اظهارات حمید روحانی را دروغ خواند. اما، سیدحمید روحانی،در مصاحبه ای رسانه ای می گوید: اینها نمونه هایی است که در خاطراتی که منتشر می شود وجود دارد و خیانتی است به امام و تاریخ. از این نمونه ها هم زیاد داریم. حالا آقای صادق طباطبایی فکر می کرده است که من را زیر سؤال می برد اما در حقیقت، امام را زیر سؤال برده است. من اگر در مورد امام موسی صدر چنین دیدی داشته باشم که البته نعوذبالله هرگز چنین نبوده است، مشکلی برای من ایجاد نمی شود ... اما اینجا امام زیر سؤال رفته است که چنین آدمی در کنار او بوده است و امام فقط به زانوی خودش زده است.امام اصلاً اهل این حرفها نبود و اگر چنین اتفاقی افتاده بود و آقای طباطبایی چنین مطلبی را به ایشان اطلاع داده بود، امام بی درنگ من را می خواست و در دهانم می زد و می گفت برو دیگر این طرفها پیدایت نشود، دیگر هم حق نداری پایت را در خانه من بگذاری. حرکاتی چون به زانو زدن و غصه خوردن با روش امام نمی خواند.
او در ۱۶ دی ۱۳۸۸ در نامه سرگشاده ای به اکبر هاشمی رفسنجانی او را به حمایت از سازمان مجاهدین خلق متهم کرد که رفسنجانی این اتهام را دروغ خواند.
روحانی از منتقدان جدی حسن روحانی رئیس‌جمهور اسبق ایران بوده‌است. در اول آبان ۱۳۹۸، سید حمید روحانی در سخنانی در مؤسسه آموزشی و پژوهشی امام خمینی متعلق به آیت‌الله مصباح یزدی با مقایسه حسن روحانی با محمد رضا شاه پهلوی او را «شیخ کذاب» خواند که می‌خواهد اسلام را از بین ببرد.